# 앰프

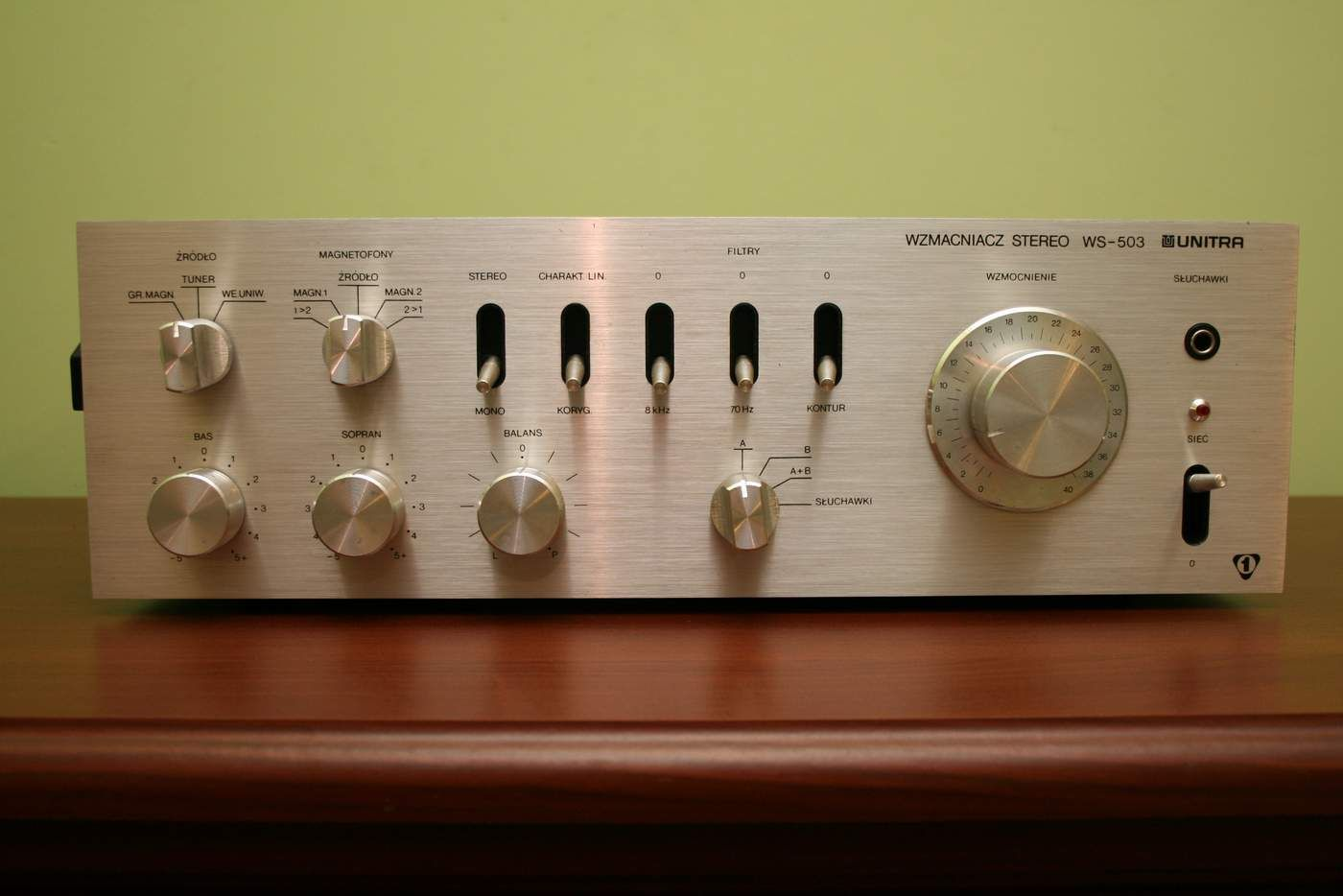

앰프(영어: amplifier, AMP) 또는 증폭기(增幅器)는 신호의 전력을 증가시키는 전자 장치이다. 원하는 출력을 얻기 위해 물리적 또는 전자적 신호의 강도를 강하게 한다.
전자공학에 사용하는 요소는 다양하다.
신호용 증폭기와 스피커와 같은 전력 증폭기가 있다:
- 무선통신, 라디오 등에서 전자파의 진폭을 증대하여 멀리 보내기 위해 증폭한다.
- 소리의 신호를 강하게 하기 위해 스피커 등에 증폭기를 사용하여 목소리 보다 강하게 할 수 있다.
- 미약한 전자 신호를 처리하기 위해 신호의 폭을 크게하여 쉽게 신호를 처리하게 한다.

일반적으로 전자공학의 발전 초기에 진공관을 사용하였으나, 크기와 효용 측면에서 트랜지스터를 더 많이 사용한다. 지금도 소리의 증폭에는 음색등을 고려하여 진공관을 사용하기도 한다.
신호 증폭용으로는 연산 증폭기 부품을 통해 여러 가지 목적에 맞는 신호 조작 및 증폭을 한다. 따라서 전자공학의 아날로그 신호의 처리에서 연산 증폭기는 가장 중요한 부품이다.

## 이득의 특성
증폭기의 질은 다음과 같은 요소에 의해 특성화된다:
- 이득(증폭도, Gain), 입력과 출력의 크기 비.
- 대역폭(Bandwidth), 처리 가능한 주파수 범위
- 효율(Efficiency), 전체 증폭을 위해 사용한 전력 소모량 대 출력에 나타난 전력량의 비.
- 선형성(Linearity), 입력 신호에 대해 출력에 나타난 신호 왜곡의 정도.
- 잡음(Noise), 증폭회로에서 원하지 않게 추가되는 불필요한 신호.
- 출력 범위(Output dynamic range), 출력에서 유용한 가장 작은 신호 레벌의 정도와 가장 큰 신호 레벌의 비.
- 슬로우 비(Slew rate), 출력의 신호가 변화하는 최대 비. (시간적 변화에서).
- 스텝 응답(step response)에서의 상승 시간(Rise time), 설정 시간(settling time) 그리고 과도반응(overshoot) 등의 특성.
- 증폭기에서 신호 피드백에 의한 신호 발진을 피하기 위한 안정도(Stability)

## 증폭 형태
증폭 시, 이득(gain)은 입력된 신호의 전압과 출력된 전압의 비인 전압 이득(voltage gain)과 입출력의 전력 측면에서 따지는 전력 이득(power gain)으로 정의된다. 때로는 전류의 이득도 생각할 수 있다. 이때 사용하는 단위는 데시벨(decibels, dB)을 많이 사용한다.
증폭기의 유형은 다음과 같은 네 가지로 분류할 수 있다:
- 전압 증폭기(voltage amplifier) – 가장 일반적인 증폭의 경우로, 신호가 전압의 변화로 정보화된 입력에 대해 더 높은 전압 신호를 얻는다. 입력 임피던스는 높고 출력 임피던스는 작다.
- 전류 증폭기(current amplifier) – 신호가 전류로 크기로 변화하는 신호를 입력하여, 출력을 전류의 크기로 변화하는 신호로 처리하는 증폭기이다. 입력 임피던스는 작고 출력 임피던스는 높다.
- 트랜스컨덕턴스 증폭기(transconductance amplifier) – 입력되는 전압으로 규정된 신호를 전류 신호의 크기로 출력한다.
- 트랜스레지스턴스 증폭기(transresistance amplifier) – 전류 입력에 대응하는 전압 신호를 출력한다. 다른 말로는 트랜스레지스턴스(transimpedance amplifier) 또는 전류-전압 변환기(current-to-voltage converter)라고도 한다.

## 진공관을 활용한 앰프
진공관 앰프의 종류는 그 사용된 진공관의 종류에 따라 크게 3극관과 5극관 앰프로 나뉜다. 300B,2A3,211,845등이 대표적인 3극관이 이 되고, EL34,KT88,6V6,6L6등이 5극관 진공관들이다. 서로 상대적이기는 하나 3극관의 음색은 투명도와 순수함이 자랑이며 5극관은 좀 더 호방하며 선이 좀 더 굵은 성향을 보여 주고, 또 바이어스 값을 조정하면 각 진공관끼리 호환이 되는 경우가 많아서 각 각의 특성을 좀 더 다양하게 즐길 수 있다. (예:EL34,KT88,6550등은 서로 호환이 된다.) 현재 한 앰프상에서 3극관과 5극관 모드를 전환 할 수 있는 앰프들도 존재한다.
증폭 회로의 방식에 따라서도 싱글 방식과 푸시풀 방식으로 나뉜다. 싱글 방식이란 출력 진공관을 각 채널당 1개씩 사용하여 그 진공관의 고유한 출력을 그대로 증폭하는 방식이며 아무래도 그 출력이 3W-15W정도로 저 출력 이라서 아무래도 현대적인 저능률의 스피커보다는 고능률의 빈티지나 풀레인지 스피커와의 조화가 더욱 좋다. 한편 푸시풀 방식이란 각 채널 별로 1개 이상의 출력관을 복수로 사용하여 그 구동력을 더 높인 것으로 통상 20W이상의 출력을 제공하여 스피커의 운용 폭이 조금 더 넓다.

## 전기 기타 활용
전기 기타는 일반적인 기타와는 달리 현의 진동을 전기적인 신호로 바꾸어 앰프를 통해 출력하는 악기이므로 앰프의 사용이 필수적이다. 초창기의 전기 기타용 앰프는 일반적인 오디오용 앰프와 유사한 구조와 특성을 가지고 있었으나, 전기 기타의 연주기법이 발달함에 따라 현재는 상당히 다른 특성을 가진 기기로 발달하고 있다.
전기 기타용 앰프는 일반적인 오디오용 앰프가 신호증폭에 따른 왜곡을 최소화하는 데 기능적인 초점을 맞추고 있는 데 비해 과도한 입력신호를 인위적으로 만들어냄으로써 일그러지고 변형된 소리(overdrive)를 만들어내는 것에 기능적인 특성을 두고 있다.
전기 기타용 앰프는 구조적으로 프리앰프(pre-amp)와 파워앰프(power-amp)라는 두 개의 부분으로 나뉜다. 프리앰프는 기타의 픽업에서 전송되는 미약한 전기신호를 받아 증폭하는 부분이며, 파워앰프는 증폭된 신호를 스피커의 임피던스에 맞추어 다시 증폭하는 부분이다. 이중 프리앰프에서 입력신호를 과도하게 증폭함으로써 전기 기타용 앰프 특유의 인위적으로 왜곡된 일그러진 소리를 만들어내며, 실질적으로 프리앰프의 특성이 전기 기타용 앰프의 음색과 특성 대부분을 결정하게 된다.
전기 기타용 앰프는 증폭소자의 종류에 따라 진공관식과 트랜지스터식으로 나눌 수 있으며, 최근에는 전자적으로 특정한 앰프의 소리를 흉내내어주는 방식의 시뮬레이션 앰프도 많이 사용되고 있다.

## 같이 보기
- 증폭 회로
- 트랜지스터
- 연산 증폭기
- 스피커
- 앰프 (음향기기)